# Ägina-Hort

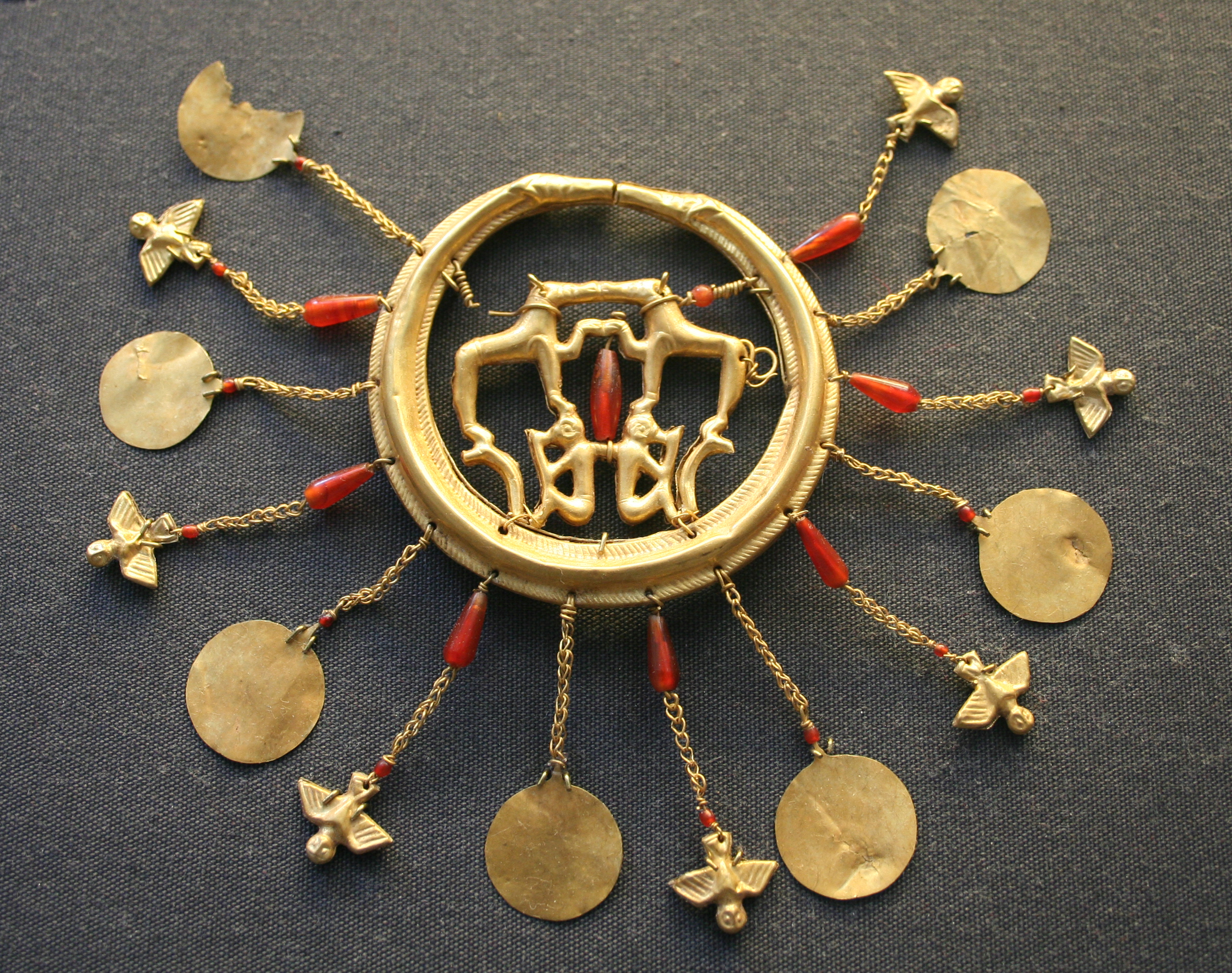
Goldener Ohrring aus dem Ägina-Hort

Der Ägina-Hort (griechisch Θησαυρός της Αίγινας; englisch Aegina Treasure) ist einer der bedeutendsten minoischen Goldfunde. Er wurde auf Ägina entdeckt und ist seit 1892 Teil der Sammlung des British Museum in London.

## Entdeckung und Erforschung
Der Hort wurde angeblich 1891 in einem Grab auf der Insel Ägina gefunden. Der genaue Fundumstand konnte nie ermittelt werden. 1892 kaufte das British Museum den größten Teil des Schatzes von den Cresswell Brothers, einer Londoner Schwamm-Handelsgesellschaft. Im Jahr 1914 wurden weitere Stücke des Schatzes angekauft.
Arthur Evans vermutete, dass es sich um Stücke aus der geometrischen Zeit handelte und datierte sie ins 9. bis 8. Jahrhundert v. Chr. Als man jedoch im Jahre 1930 die berühmten Bienen von Malia – einen goldenen Anhänger – in der Nekropole von Chrysolakkos bei Malia entdeckte, erkannte man Ähnlichkeiten zum Ägina-Hort. Seither gelten die Stücke des Hortfundes als minoische Fabrikate. Manche Forscher vermuteten sogar, dass der Schatz ursprünglich aus der Nekropole von Chrysolakkos stammte und nur seinen Weg über Ägina nach England fand. Jüngste Grabungen am Kap Kolonna in Ägina-Stadt förderten jedoch ähnliche Schmuckstücke zutage, so dass heute Ägina wieder als Fundort angesehen wird.

## Beschreibung
Der Ägina-Hort besteht hauptsächlich aus Goldschmuck, der anhand des Stils und der Ikonografie ans Ende der Mittelminoischen oder den Anfang der Spätminoischen Zeit (1800–1550 v. Chr.) datiert wird. Er umfasst zwei Paar verzierte Ohrringe, drei Diademe, einen Anhänger, eine Halskette, einen Goldbecher, vier Ringe, verzierte Beschläge und glatte Goldstreifen. Des Weiteren gibt es fünf Reife oder Ringe und viele Perlen und Beschläge aus verschiedenen Materialien wie Gold, Lapislazuli, Amethyst, Quarz, Karneol und grünem Jaspis.